# Prisoner of Paradise (film)
Prisoner of Paradise è un documentario del 2002 diretto da Malcolm Clarke e Stuart Sender candidato al premio Oscar al miglior documentario.